# سنگ‌نگاره‌های زاراوتسوی

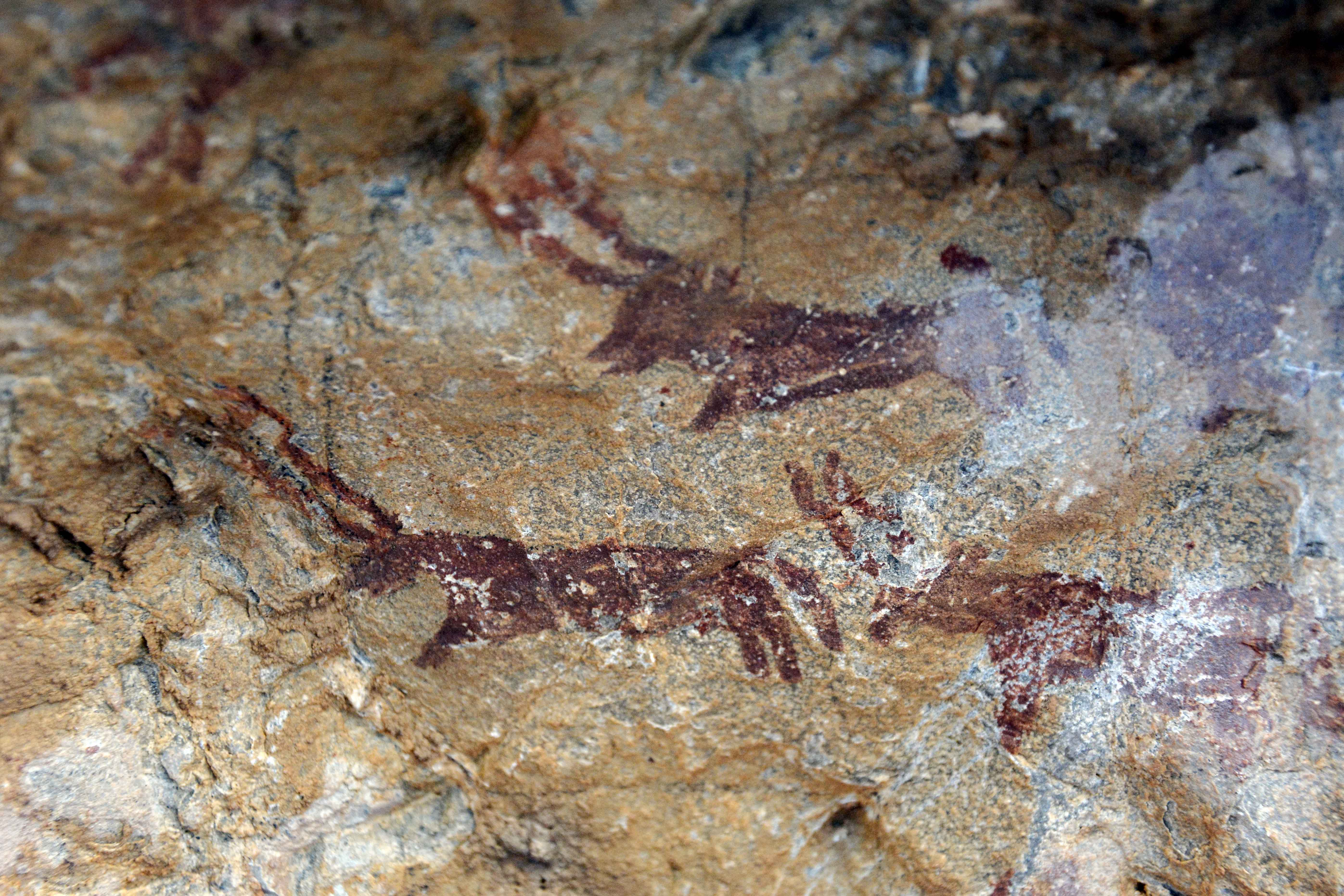

سنگ‌نگاره‌های زاراوتسوی (ازبکی: Zarautsoy rasmlari) مجموعه‌ای از هنر صخره‌ای است که قدیمی‌ترین سنگ‌نگاره‌های آسیای مرکزی به‌شمار می‌روند. این تصاویر زندگی روزمره انسان‌های اولیه و شکار گاو نر و بز وحشی را نشان می‌دهد. این مکان در ولایت سرخان‌دریا ازبکستان قرار دارد.
سنگ‌نگاره‌های زاراوتسوی در ولایت سرخان‌دریا، یکی از قدیمی‌ترین سکونتگاه‌های بشری در تاریخ تمدن است و به عنوان یک میراث هنری و تاریخی مهم و مشهور شناخته می‌شود که بخشی از سطح خشک زمین را برای هزاران سال اشغال کرده است. محققان و باستان‌شناسان منطقه اتفاق باستان با کاوش و ثبت این تصاویر صخره‌ای، آنها را به عنوان بقایای ارزشمند دوران پارینه‌سنگی و قابل مقایسه با آثار پارینه‌سنگی در جاهایی مانند فرانسه و اسپانیا توصیف کرده‌اند. پژوهشگران و باستان‌شناسان منطقه اتفاق از دیرباز در حال انجام تحقیقات فعال در این زمینه بوده‌اند. نقاشی‌های پارینه سنگی در سال ۱۹۳۹ پس از ظهور هنر فن و با پیداشدن در غار کاپووا در رشته‌کوه اورال وارد دنیای علمی شدند. در سال ۱۹۵۹ نقاشی‌های پارینه سنگی در زاراوتسوی کشف شد.